# Paramenexenus carinulatus
Paramenexenus carinulatus är en insektsart som beskrevs av Ludwig Redtenbacher 1908. Paramenexenus carinulatus ingår i släktet Paramenexenus och familjen Diapheromeridae. Inga underarter finns listade i Catalogue of Life.